# AXN
AXN es una marca de canal de televisión de pago de Sony Pictures Television, lanzada por primera vez en Asia en septiembre de 1997. Desde entonces, se han ido lanzando versiones locales en varias mercados en Europa, Asia y América Latina, con algunas señales operadas directamente por Sony Pictures Television y otras bajo licencia de uso de la marca AXN. 
Su nombre proviene de la abreviatura de Action Xtreme Network, formando con sus iniciales AXN. Transmite principalmente programas relacionados con el género de acción.

## Canales AXN
Existen varias versiones locales del canal:

### Canales actuales
| Canal             | Operado por              | País o Región                                                                          | Lanzamiento              |
| AXN Asia          | KC Global Media Asia     | Asia                                                                                   | 21 de septiembre de 1997 |
| AXN España        | Sony Pictures Television | España · Andorra                                                                       | 5 de noviembre de 1998   |
| AXN Latinoamérica | Sony Pictures Television | América Latina                                                                         | 1 de agosto de 1999      |
| AXN Brasil        | Sony Pictures Television | Brasil                                                                                 | 1 de agosto de 1999      |
| AXN Portugal      | Sony Pictures Television | Portugal                                                                               | 5 de noviembre de 2002   |
| AXN CEE           | Antenna Group            | Hungría · Polonia · República Checa · Eslovaquia · Rumania · Bulgaria                  | 17 de octubre de 2003    |
| AXN Corea del Sur | KC Global Media Asia     | Corea del Sur                                                                          | 2005                     |
| AXN Adria         | Antenna Group            | Bosnia y Herzegovina · Croacia · Macedonia del Norte · Montenegro · Serbia · Eslovenia | 14 de septiembre de 2009 |

### Antiguos canales
| Canal             | País o Región              | Lanzamiento             | Cierre                  | Reemplazado por |
| AXN Japón         | Japón                      | 1 de junio de 1998      | 1 de octubre de 2023    | Action Channel  |
| AXN India         | India                      | 8 de enero de 1999      | 30 de junio de 2020     |                 |
| AXN Israel        | Israel                     | 16 de noviembre de 2000 | Diciembre de 2008       | Hot Xtra Action |
| Sony AXN Alemania | Alemania · Austria · Suiza | 1 de noviembre de 2004  | 1 de septiembre de 2023 | AXN Black       |
| AXN Italia        | Italia                     | 29 de octubre de 2005   | 28 de febrero de 2017   |                 |

1. ↑  Operado por High View Group.

## Canales hermanos

### Canales actuales
| Logo                                                                                   | Canal      | Operado por                      | País o Región                    | Canal reemplazado             | Lanzamiento           |
|                                                                                        | AXN Black  | Antenna Group                    | Europa Central (excepto Hungría) | AXN Sci Fi                    | 1 de octubre de 2013  |
| High View Group                                                                        | AXN Black  | Alemania · Austria · Suiza       | Sony AXN                         | 1 de septiembre de 2023       |                       |
|                                                                                        | AXN Spin   | Antenna Group                    | Polonia                          |                               | 11 de enero de 2012   |
| Rumania                                                                                | AXN Spin   | Antenna Group                    |                                  | 1 de marzo de 2013            |                       |
| Bosnia y Herzegovina · Croacia · Macedonia del Norte · Montenegro · Serbia · Eslovenia | AXN Spin   | Antenna Group                    |                                  | 9 de marzo de 2013            |                       |
|                                                                                        | AXN White  | Sony Pictures Television         | Portugal                         | Sony Entertainment Television | 14 de abril de 2012   |
| Antenna Group                                                                          | AXN White  | Europa Central (excepto Hungría) | AXN Crime                        | 1 de octubre de 2013          |                       |
| High View Group                                                                        | AXN White  | Alemania · Austria · Suiza       | Sony Channel                     | 1 de septiembre de 2023       |                       |
|                                                                                        | AXN Movies | Sony Pictures Television         | Portugal                         | AXN Black                     | 17 de febrero de 2020 |
| España · Andorra                                                                       | AXN Movies | Sony Pictures Television         | AXN White                        | 1 de mayo de 2023             |                       |

### Antiguos canales
| Logo    | Canal       | País o Región  | Canal reemplazado             | Lanzamiento             | Cierre                 | Reemplazado por |
|         | AXN Crime   | Europa Central |                               | 29 de mayo de 2006      | 1 de octubre de 2013   | AXN White       |
|         | AXN Sci-Fi  | Europa Central |                               | 29 de mayo de 2006      | 1 de octubre de 2013   | AXN Black       |
| Rusia   | AXN Sci-Fi  |                | 13 de abril de 2013           | 29 de mayo de 2006      | Sony Sci Fi            |                 |
| Italia  | AXN Sci-Fi  |                | 8 de noviembre de 2010        | 28 de febrero de 2017   |                        |                 |
|         | AXN Beyond  | Asia           |                               | 1 de enero de 2008      | 2 de abril de 2012     | BeTV            |
|         | AXN Mystery | Japón          |                               | 4 de noviembre de 2008  | 1 de octubre de 2023   | Mystery Channel |
|         | AXN Black   | Portugal       | Animax                        | 9 de mayo de 2011       | 17 de febrero de 2020  | AXN Movies      |
| Hungría | AXN Black   | AXN Sci Fi     | 1 de octubre de 2013          | 2 de octubre de 2017    | Sony Movie Channel     |                 |
|         | AXN White   | España         | Sony Entertainment Television | 7 de mayo de 2012       | 1 de mayo de 2023      | AXN Movies      |
| Hungría | AXN White   | AXN Crime      | 1 de octubre de 2013          | 2 de octubre de 2017    | Sony Max               |                 |
|         | AXN Movies  | Canadá         | Hollywood Storm               | 4 de septiembre de 2012 | 3 de noviembre de 2015 | 00's Movies     |

## AXN Now
Es la plataforma de contenido bajo demanda de AXN. Operada por Sony Pictures Television, Sony Pictures y AXN.